# Aramus (rod)
Aramus je jedini postojeći rod iz obitelji Aramidae. Čapljolika (Aramus guarauna) je jedini živući član ove skupine, iako su druge vrste poznate iz fosilnih zapisa, kao što je Aramus paludigrus iz srednjeg miocena.